# 누비어
누비어는 우간다와 케냐 등지에서 쓰이는 언어이며, 수단 아랍어에 바탕을 둔 크리올이다. 누비어라는 이름을 쓰고 있으나, 이집트와 수단에서 쓰이는 나일사하라어족에 속하는 누비어와는 아무 관계도 없다. 어휘의 약 90%를 아랍어에서 가져왔다.